# Kamil Kopúnek
Kamil Kopúnek (ur. 18 maja 1984 w Trnawie) – słowacki piłkarz występujący na pozycji defensywnego pomocnika w AS Bisceglie Calcio 1913.

## Kariera klubowa
Kamil Kopúnek od najmłodszych lat występował w drużynie Spartaka ze swego rodzinnego miasta Trnawy. W pierwszym zespole debiutował w 2002 roku. W październiku 2009 został nowym kapitanem tego klubu. W 2010 roku przeszedł do rosyjskiego Saturna Ramienskoje. W 2011 roku odszedł do AS Bari. W sezonie 2012/2013 grał w Slovanie Bratysława.

## Kariera reprezentacyjna
Kamil Kopúnek w reprezentacji Słowacji zadebiutował 1 marca 2006 roku w spotkaniu z Francją. 29 marca 2010 strzelił pierwszą bramkę dla reprezentacji - na 1:0 w zremisowanym 1:1 meczu towarzyskim przeciwko Kamerunowi. Został powołany do szerokiej kadry na Mundial 2010.

### Statystyki reprezentacyjne
| Reprezentacja | Rok  | Mecze | Gole |
| ------------- | ---- | ----- | ---- |
| Słowacja      | 2012 | 2     | 0    |
| Słowacja      | 2011 | 1     | 0    |
| Słowacja      | 2010 | 8     | 2    |
| Słowacja      | 2009 | 3     | 0    |
| Słowacja      | 2006 | 3     | 0    |

### Gole w reprezentacji
| #  | Data            | Miejsce                                       | Przeciwnik | Gol | Wynik | Zawody          |
| -- | --------------- | --------------------------------------------- | ---------- | --- | ----- | --------------- |
| 1. | 29 maja 2010    | Hypo-Arena, Klagenfurt am Wörthersee, Austria | Kamerun    | 1-0 | 1-1   | Mecz towarzyski |
| 2. | 24 czerwca 2010 | Ellis Park, Johannesburg, Południowa Afryka   | Włochy     | 3-1 | 3-2   | MŚ 2010         |

Ostatnia aktualizacja: 25 czerwca 2010